# ドリーム学園
『ドリーム学園』（ドリームがくえん）は、日本のアダルトビデオシリーズ。AVメーカーMOODYZ（ムーディーズ）製作。

## 概要
MOODYZの看板シリーズ。監督：清水大敬。
ぶっかけ、ごっくん、アナルセックス、中出し、レズ、スカトロ、乱交、飲尿、食糞など。

## 受賞歴
- 2001年 MOODYZ大賞 『ドリーム学園2』
- 2002年 MOODYZ大賞 『ドリーム学園5』
- 2003年 MOODYZベストセール賞 『ドリーム学園7』
- AV OPEN 2006 2位 『ドリーム学園10』
- AV OPEN 2007 3位 『ドリーム学園11』

## DVD
| 名前                                             | 年月日        | 収録時間            | 共演・備考 |
| ------------------------------------------------ | ------------- | ------------------- | --- |
| ドリーム学園                                     | 2001年7月1日  | 140分               | 安里祐加、清水かおり、冴嶋みどり、うさみ恭香、望月セイレ、藤丸らん、清水奈々江、青木麻衣、田代幸恵                   |
| ドリーム学園 2                                   | 2001年8月1日  | 230分               | 金沢文子、岡崎美女、後藤まみ、泉星香、水野奈菜、藤丸らん、倉本安奈、白崎めぐみ                                       |
| ドリーム学園 3 前編                              | 2001年10月1日 | 140分               | 宝来みゆき、星川みなみ、泉星香、水野奈菜、川浜理奈、瑞江あい、愛川美由                                               |
| ドリーム学園 3 後編                              | 2001年10月1日 | 140分               | 同上 |
| ドリーム学園 4 前編                              | 2001年12月1日 |                     | 宝生奈々、池野瞳、小泉麻由、泉星香、水野礼子、藤谷牡丹、可憐                                                         |
| ドリーム学園 4 後編                              | 2002年1月1日  |                     | 同上 |
| ドリーム学園 5                                   | 2002年6月1日  | 230分               | 及川奈央、遊佐七海、安西ゆみこ、泉星香、藤本ゆい、京野真里奈、可憐                                                   |
| ドリーム学園 6                                   | 2003年4月1日  | DVD250分、 VHS240分 | 黒崎扇菜、渡瀬晶、樹若菜、泉星香、由月理帆、いしかわ愛里                                                             |
| ドリーム学園 7                                   | 2003年8月1日  | 240分               | 南波杏、Kay.、杏野るり、氷咲沙弥、かわいひかる、泉星香                                                               |
| ドリーム学園 8                                   | 2003年12月1日 | 240分               | 鈴木麻奈美、君嶋もえ、ゆりあ、高瀬りな、海野真珠、かわいひかる、氷咲沙弥                                             |
| ドリーム学園 9                                   | 2004年4月15日 | 240分               | 天野♥こころ、坂下麻衣、吉澤レイカ、月野しずく、ゆりあ、水咲涼子、平井まりあ、上条えりか                              |
| ドリーム学園10                                   | 2006年5月1日  | 130分               | 神谷りの、nao.、紅音ほたる、星月まゆら、長谷川ちひろ、杉浦美由、常夏みかん、瞳れん                                   |
| ドリーム学園10 6時間1980円 完全版                | 2006年9月1日  | 360分               | 同上 |
| ドリーム学園 11                                  | 2007年5月3日  | 240分               | 峰なゆか、ICHIKA、原千尋、黒沢英里奈（喜田嶋りお）、飯島夏希、白鳥あきら、みなもとみいな、木村那美、rico             |
| ドリーム学園12 6時間完全版                       | 2008年6月1日  | 360分               | 竹内あい、青山菜々、田中亜弥、早川瀬里奈、白石さゆり、紅音ほたる、真田春香、蜜井とわ、春妃いぶき、綾香（シーメール） |
| ドリーム学園13                                   | 2010年9月1日  | 330分               | 西野翔、大橋未久、亜梨、つぼみ、水城奈緒、月野りさ、愛菜りな、真白希実、沙羅樹                                       |
| ドリーム学園（REPLAY版）                         | 2003年3月1日  | 140分               | |
| ドリーム学園2（REPLAY版）                        | 2003年3月1日  | 190分               | |
| ドリーム学園3 ディレクターズカット版（REPLAY版） | 2003年3月1日  | 200分               | |
| ドリーム学園4 ディレクターズカット版（REPLAY版） | 2003年3月1日  | 200分               | |
| ドリーム学園BEST                                 | 2004年1月15日 | 240分               | 1、2、3、4、5、6の総集編                                                                                             |
| ドリーム学園BEST2                                | 2004年8月1日  | 240分               | 5、6、7、8の総集編                                                                                                   |
| ドリーム学園BEST3                                | 2007年12月1日 | 240分               | 7、8、9、10の総集編                                                                                                  |
| ドリーム学園 地獄の集団レイプ狂想曲              | 2005年10月1日 | 240分               | 4、5、6、7、8、9の総集編（主にHシーン）                                                                              |
| ドリーム学園歴代ハードBEST                       | 2008年7月7日  | 119分               | |